# Арвальські брати

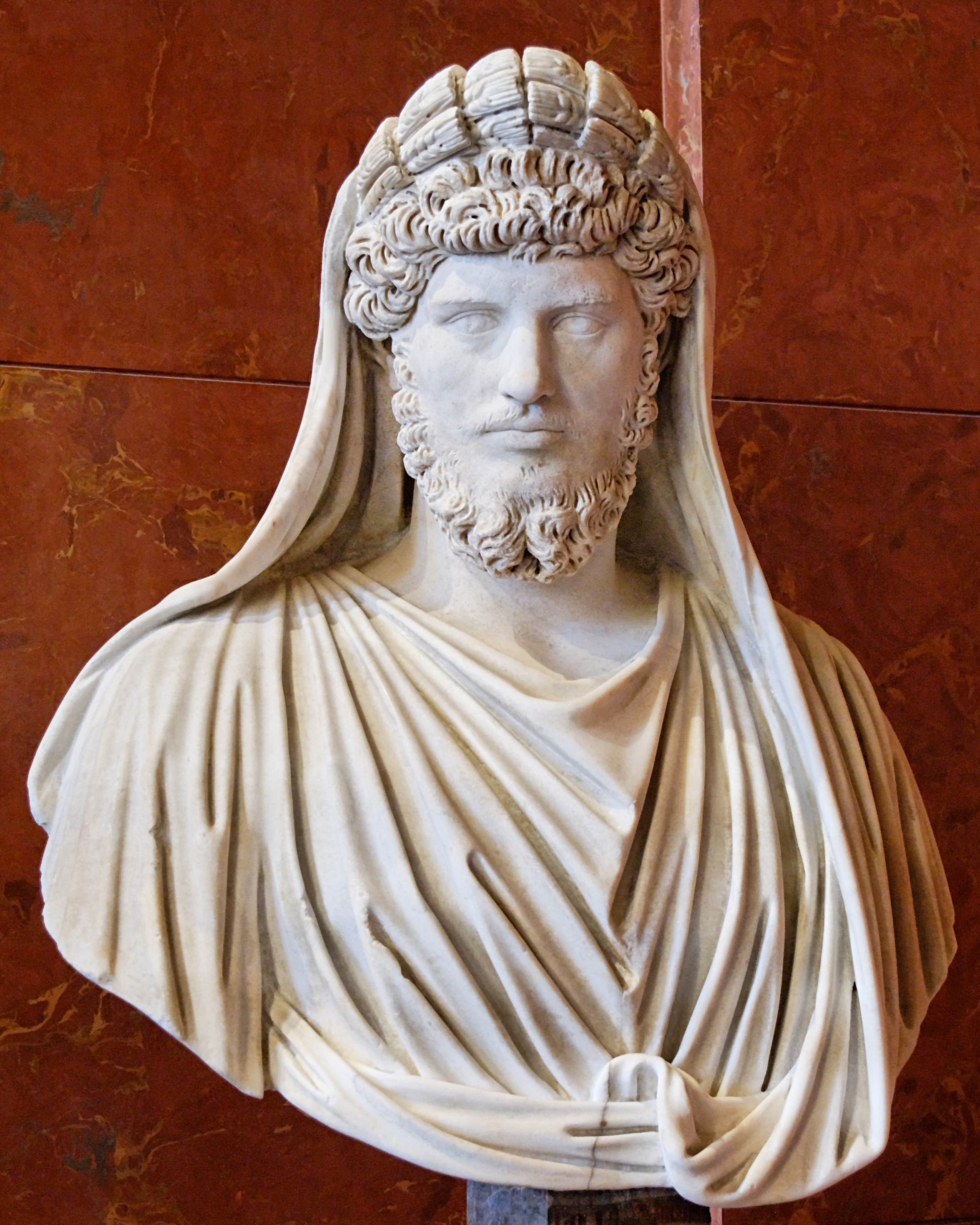
Луцій Вер в одязі арвальських братів. Лувр.

Арвальські брати (лат. Fratres arvales; брати поля від лат. arvum — поле) — старовинна римська колегія з 12 жерців римської богині родючості і росту Деа Діа, що, за переказом, заснована Ромулом (див. Акка Ларентія). Посада жерця була довічною. Арвальські брати носили вінки з колосків і білі пов'язки. Вони навесні робили урочистий обхід полів для їх освячення (амбарвалії). Спочатку амбарвалії влаштовували в травні на честь Марса; за часів Авґуста — на честь Керери, з принесенням у жертву бика, барана й свині (Суоветаурілії).
Август після певної перерви поновив ритуал святкування й оформив жрецьку колегію з 12 членів, яка з того часу також відала культом імператорського дому. Текст арвальського гімну зберігся в написі 218 року за часів правління Геліогабала.